# Hof ter Nisse (Ossenisse)
Het Hof ter Nisse (ook: Hof ter Nesse) was een kasteel ten noorden van het Nederlandse dorp Ossenisse, provincie Zeeland. De restanten van het kasteel zijn verdwenen in de Westerschelde.
In 1211 lagen nabij Ossenisse twee uithoven van de Gentse Sint-Baafsabdij: Volkartsnesse (vernoemd naar ene Folcrad) en het Hof ter Schorre. In 1287 raakte het gebied overstroomd door een stormvloed en Volkartsnesse ging hierbij verloren. Slechts met grote moeite wisten de inwoners en de monniken van abdij Ter Duinen het gebied in 1290 opnieuw te bedijken. Volkartsnesse werd nu herbouwd als het Hof ter Nisse. De abdij verpachtte de uithof, onder andere in 1351 aan ridder Jan van den Moere.
In 1384 waren er opnieuw overstromingen en de uithoven Ter Schorre en Ter Nisse werden beide getroffen. Kennelijk is het Hof ter Nisse weer herbouwd en werd het nadien door adellijke families bewoond. Er is overigens vrijwel niets bekend over de bewoners, afgezien van Everardus, abt van de abdij van Boudelo, die in 1457 op het 'adellijk kasteel Huis Ter Nesse' overleed.
Een document uit 1401 vermeldt dat Arnold Jansz. het kasteel bij Ossenisse in bezit had genomen en van daaruit schepen op de Honte beroofde. Hij stak tevens dijken door, waardoor het gebied weer overstroomde en ook de abdij van Ter Duinen schade opliep. Waarschijnlijk kwam het handelen van Arnold voort uit wraak tegenover de stad Gent, die hem niet had betaald voor zijn krijgsdiensten. Uiteindelijk werd het onder water gelopen gebied pas weer in 1468 van dijken voorzien. Het kasteel had de overstroming kennelijk overleefd en stond er nog.
Rond 1751 schenen er nog restanten van het Hof ter Nisse te staan. Ook een boek uit 1777 maakt hier melding van. Deze resten werden eind 18e eeuw opgeruimd. Kort na 1800 kwam het gebied met het kasteel door dijkval buitendijks te liggen. De funderingen waren in de 19e eeuw bij lage waterstand nog af en toe zichtbaar.
Hoe het kasteel er uit heeft gezien is onbekend. Kaarten uit de 17e en 18e eeuw tonen een al dan niet omgracht rechthoekig gebouw met een of twee torens.
In 1981 werd het dorpshuis in Ossenisse vernoemd naar het kasteel: Hof ter Nesse.
Aldegonde · Kasteel van Axel · Baarland · Baarsdorp · Barbestein · Biervliet · Bieweg · Blodenburg · Huis der Boede · Brijdorpe · Bruëlis · 't Burchtje · Burggravensteen · Buttinge · Coxijde · Crayenstein · Duinbeek · Duivelsberg · Ellewoutsdijk · Filippenburg · Geersdijk · Gistellis · Gravenhof · Slot Haamstede · Kasteel Hellenburg · Herkestein · Heuvelsweg · Hoge Huis · Ter Hooge · Hoogkamer · Kats · Kind van Trente · Kleverskerke · Kortgene · Kreke · Kruiningen · Laterdale · Lodijke · Maalstede (Hulst) · Maalstede (Kapelle) · Magdalon · Hof Ter Moere · Moermond · Te Mortiere · Muiden · Hof ter Nisse (Nisse) · Hof ter Nisse (Ossenisse) · Oostende · Oostende (Goes) · Oosterstein · Poelvoorde · Poortvliet · Popkensburg · De Pottere · Poucques · Pronkenburg · Ravenstein · Saeftingher Slot · Kasteel van Sint-Maartensdijk · Schengen · Sluis · Smallegange · Stavenisse · Tolhuis van Iersekeroord · Huus ter Tolne · Torenberg · Torenhoeve · Toren van Bourgondië · Troye · Valkenisse · Vinninghen · Vlissingen · Voorhoute · Waarde · Watervliet · Weldamme · Welland · Huis te Werf · Te Werve · Westenschouwen · Westhove · Westkerke · Windenburg · Zandenburg · Zwanenburg